# Aymaya
Aymaya ist eine Ortschaft im Departamento Potosí im südamerikanischen Anden-Staat Bolivien.

## Lage im Nahraum
Aymaya ist zentraler Ort des Kanton Aymaya im Municipio Chayanta in der Provinz Rafael Bustillo. Aymaya liegt auf einer Höhe von 3748 m in einem der Hochtäler der Cordillera Azanaques, der Bergrücken direkt nordöstlich der Ortschaft steigt bis auf über 4100 m an. Der Ort liegt an einem Fluss, der sich unterhalb der Ortschaft mit dem Río Khasata Kaua zum Río Chayanta vereinigt.

## Geographie
Aymaya liegt östlich des bolivianischen Altiplano im nördlichen Abschnitt der Cordillera Central. Die Vegetation ist die der Puna, das Klima ein typisches Tageszeitenklima, bei dem die täglichen Temperaturschwankungen größer sind als die jahreszeitlichen Schwankungen.
Die mittlere Jahresdurchschnittstemperatur der Region liegt bei 9 °C, die Monatsdurchschnittswerte schwanken zwischen knapp 5 °C im Juni/Juli und 11 °C von November bis März (siehe Klimadiagramm Uncía). Der Jahresniederschlag beträgt 370 mm und fällt vor allem in den Sommermonaten, die aride Zeit mit Monatswerten von maximal 10 mm dauert von April bis Oktober.

## Verkehrsnetz
Aymaya liegt in einer Entfernung von 127 Straßenkilometern südöstlich von Oruro, der Hauptstadt des benachbarten Departamento Oruro.
Von Oruro führt die asphaltierte Nationalstraße Ruta 1 in südlicher Richtung 22 Kilometer über Vinto nach Machacamarquita, acht Kilometer nördlich von Machacamarca gelegen. In Machacamarquita zweigt die Ruta 6 in südöstlicher Richtung ab und erreicht über Huanuni und über Passhöhen von mehr als 4.500 m nach 79 Kilometern die Stadt Llallagua. Von dort führt die Ruta 6 weitere sieben Kilometer in die Provinzhauptstadt Uncía. Hier zweigt eine unbefestigte Landstraße nach Osten ab und erreicht nach siebzehn Kilometern Chayanta und das zwei Kilometer nordwestlich gelegene Aymaya.

## Bevölkerung
Die Einwohnerzahl der Ortschaft ist in den vergangenen beiden Jahrzehnten um knapp die Hälfte angestiegen:
| Jahr | Einwohner | Quelle       |
| ---- | --------- | ------------ |
| 1992 | 421       | Volkszählung |
| 2001 | 513       | Volkszählung |
| 2012 | 923       | Volkszählung |
| 2024 |           | Volkszählung |

Die Region weist einen hohen Anteil an Quechua-Bevölkerung auf, im Municipio Chayanta sprechen 95,5 Prozent der Bevölkerung Quechua.